# Corwith
Corwith es una ciudad ubicada en el condado de Hancock en el estado estadounidense de Iowa. En el año 2010 tenía una población de 309 habitantes y una densidad poblacional de 80,68 personas por km².

## Geografía
Según la Oficina del Censo de los Estados Unidos, la localidad tiene un área total de 3,83 km², la totalidad de los cuales 3,83 km² corresponden a tierra firme.

## Demografía
Según el censo de 2010, había 309 personas residiendo en la localidad. La densidad de población era de 80,68 hab./km². Había 167 viviendas con una densidad media de 43,6 viviendas/km². El 97,73% de los habitantes eran blancos, el 0,32% asiáticos, el 1,29% de otras razas, y el 0,65% pertenecía a dos o más razas. El 4,21% de la población eran hispanos o latinos de cualquier raza.
Según la Oficina del Censo en 2000 los ingresos medios por hogar en la localidad eran de $27,222 y los ingresos medios por familia eran $38,333. Los hombres tenían unos ingresos medios de $32,031 frente a los $16,528 para las mujeres. La renta per cápita para la localidad era de $13,054. Alrededor del 11.4% de la población estaban por debajo del umbral de pobreza.